# 篡位
篡位是一個貶义詞，即不合法或有爭議地取得王位（皇位）。包括殺害上任皇帝或太子，通過廢立，逼迫上現任皇帝或君主交出皇位，以獲得权力。
相對於禪位本身象徵君主依賢德標準將自身權力地位讓渡給賢臣，以王道仁德治理天下；篡位是權臣以掌控權勢迫使君主讓位給權臣，以武力奪取君主權力，以霸道威權統御天下。在忠君思想觀點下，篡位被認為是悖逆之舉。
在非君主制语境下，亦可泛指非法谋夺更高权力的行为（例如通過发动政变取得权力，中止憲法而推行独裁，或在權限以外越权行事等）。

## 历史上的篡位者
在中國历代皇朝中，元朝的篡位情況极为严重，因为在元武宗（1307年）至元寧宗（1332年）的25年間，竟然換了八個皇帝，当中有三位皇帝（元天順帝、元明宗、元寧宗）在位時間甚至不足一年。

### 中国君主制時代的篡位者
在同一王朝中通过杀害或逼退合法继承人或在位者的篡位者
| 篡位者                           | 朝代     | 原合法繼承人或在位者         | 在位                   | 備註                                                                                             |
| -------------------------------- | -------- | ---------------------------- | ---------------------- | ------------------------------------------------------------------------------------------------ |
| 后羿                             | 夏朝     | 太康                         | 約前2077年－約前2019年 |                                                                                                  |
| 周武王                           | 商朝     | 纣王                         | 约公元前1046年         | 牧野之战，西伯姬发杀纣王，建立周朝。                                                             |
| 周孝王                           | 西周     | 周夷王                       | 约前891年－约前886年   |                                                                                                  |
| 卫侯州吁                         | 卫国     | 卫桓公                       | 前719年                | 弑兄篡位。                                                                                       |
| 公孙无知                         | 姜姓齐国 | 齐襄公                       | 前685年                | 连称、管至父杀齐襄公，立公孙无知。                                                               |
| 晋武公                           | 晋国     | 晋侯缗                       | 前679年－前677年       | 参见曲沃代翼。                                                                                   |
| 楚成王                           | 楚国     | 楚堵敖                       | 前672年－前625年       | 弑兄篡位。                                                                                       |
| 鲁闵公（庆父策划）               | 鲁国     | 鲁君子般                     | 前661年－前660年       | 庆父杀子般，立鲁庄公之子启方，后又杀启方。                                                       |
| 公子无亏（易牙、竖刁等策划）     | 姜姓齐国 | 齐桓公                       | 前642年                | 易牙、竖刁囚禁并饿死齐桓公，杀群吏，立公子无亏。                                                 |
| 晋文公                           | 晋国     | 晋怀公                       | 前637年                |                                                                                                  |
| 楚穆王                           | 楚国     | 楚成王                       | 前625年－前614年       | 弑父篡位。                                                                                       |
| 齐懿公                           | 姜姓齐国 | 齐君舍                       | 前613年－前609年       | 殺侄篡位。                                                                                       |
| 齐景公（崔杼策劃）               | 姜姓齐国 | 齐后庄公                     | 前548年－前490年       | 崔杼弑君，另立齐后庄公之弟公子杵臼为君。                                                         |
| 楚靈王                           | 楚国     | 楚郟敖                       | 前541年－前529年       | 殺侄篡位。                                                                                       |
| 吳王阖闾                         | 吴国     | 吴王僚                       | 前514年－前496年       | 弑叔篡位，參見專諸。                                                                             |
| 齐悼公（田乞策划）               | 姜姓齐国 | 齐晏孺子                     | 前489年－前485年       | 田乞（陈乞）发动政变，置晏孺子于骀，后弑杀，另立年公子阳生。                                     |
| 齐简公（田乞策划）               | 姜姓齐国 | 齐悼公                       | 前485年－前481年       | 田乞杀齐悼公，立其子壬。                                                                         |
| 齐平公（田恒策划）               | 姜姓齐国 | 齐简公                       | 前481年－前456年       | 齐简公逃往燕国途中被田恒的追兵杀死。事后田恒立简公弟骜，自任太宰。                               |
| 越王朱勾                         | 越国     | 越王不壽                     | 前446年－前410年       | 弑父篡位。                                                                                       |
| 田齐太公田和                     | 田氏齐国 | 齐康公                       | 前386年－前384年       | 参看田氏代齐。                                                                                   |
| 越王诸咎                         | 越国     | 越王翳                       | 前375年                | 弑父篡位。                                                                                       |
| 田齐桓公田午                     | 田氏齐国 | 齐侯剡                       | 前374年－前357年       | 弑兄篡位。                                                                                       |
| 楚王负刍                         | 楚国     | 楚哀王                       | 前227年－前223年       | 楚哀王被异母兄负刍的门客杀死，负刍自立为楚王。                                                   |
| 秦二世胡亥（趙高、李斯策劃）     | 秦朝     | 公子扶蘇                     | 前210年－前207年       | 參看沙丘之變。                                                                                   |
| 汉桓帝刘志（梁冀策劃）           | 东汉     | 汉质帝刘缵                   | 132年－167年           | 梁冀毒杀汉质帝，另立汉章帝曾孙刘志为帝。                                                         |
| 汉献帝刘协（董卓策劃）           | 东汉     | 汉少帝刘辩                   | 189年－220年           | 董卓废刘辩为弘农郡王，並弒君，杀死刘辩，另立汉灵帝之子刘协为帝，且縱容部下李傕奸污刘辩之妻唐姬。 |
| 魏少帝曹髦（司马师策劃）         | 曹魏     | 魏少帝曹芳                   | 254年－260年           | 司马师废曹芳为齐王，另立东海王曹霖之子曹髦为帝。                                                 |
| 吴景帝孙休（孙綝策劃）           | 孙吴     | 吴废帝孙亮                   | 258年－264年           | 孙綝废孙亮为候官侯，另立吴大帝之子孙休为帝，并毒杀孙亮。                                         |
| 魏元帝曹奂（司马昭、贾充策劃）   | 曹魏     | 魏少帝曹髦                   | 260年－266年           | 贾充弑君杀害曹髦，后司马昭立曹奂为帝。                                                           |
| 赵王司马伦                       | 西晋     | 晋惠帝司马衷                 | 301年                  | 八王之乱中矫诏惠帝禅位，自立为皇帝。                                                             |
| 汉昭武帝刘聪                     | 汉赵     | 皇太子刘和                   | 310年－318年           | 弑兄篡位。                                                                                       |
| 靳准                             | 汉赵     | 汉隐帝刘粲                   | 318年                  | 靳准篡汉赵，称汉天王。                                                                           |
| 赵武帝石虎                       | 后赵     | 海阳王石弘                   | 334年－349年           |                                                                                                  |
| 彭城王石遵                       | 后赵     | 后赵少帝石世                 | 349年                  |                                                                                                  |
| 前凉威王张祚                     | 前凉     | 前凉哀公张曜灵               | 353年－355年           |                                                                                                  |
| 秦宣昭帝苻坚                     | 前秦     | 秦越厉帝符生                 | 357年－385年           |                                                                                                  |
| 长寧王张天锡                     | 前凉     | 前凉冲王张玄靓               | 363年－376年           |                                                                                                  |
| 晋简文帝司马昱（桓温策划）       | 东晋     | 晋废帝司马奕                 | 370年－371年           | 桓温以司马奕阳痿，皇子皆为男宠所生为由，废之并另立司马昱为帝。                                   |
| 秦武昭帝姚苌                     | 后秦     | 秦宣昭帝苻坚                 | 384年－393年           | 弒君建国，绞死君主苻坚，自封万年秦王。                                                           |
| 昌黎王兰汗                       | 后燕     | 惠愍皇帝慕容宝               | 398年                  |                                                                                                  |
| 后凉灵帝吕纂                     | 后凉     | 后凉隐王吕绍                 | 399年－401年           |                                                                                                  |
| 清河王拓跋绍                     | 北魏     | 北魏道武帝拓跋珪             | 409年                  | 弑父篡位。                                                                                       |
| 南安隐王拓跋余（宗爱策划）       | 北魏     | 北魏太武帝拓跋焘             | 452年二月－452年十月   | 由宗爱刺杀北魏太武帝后所立。                                                                     |
| 皇太子劉劭                       | 劉宋     | 宋文帝劉義隆                 | 453年三月－453年五月   | 弒父奪位。                                                                                       |
| 宋明帝劉彧                       | 劉宋     | 宋前廢帝劉子業               | 466年－472年           |                                                                                                  |
| 齊明帝蕭鸞                       | 南齊     | 鬱林王蕭昭業、海陵恭王蕭昭文 | 494年－498年           |                                                                                                  |
| 元氏女婴、元钊（宣武灵皇后策划） | 北魏     | 北魏孝明帝元诩               | 528年                  | 北魏胡太后杀子魏孝明帝，立魏孝明帝刚出生之女为帝，然一天后又废，后立元钊为帝。                   |
| 齊孝昭帝高演                     | 北齊     | 齐废帝高殷                   | 560年－561年           |                                                                                                  |
| 陳宣帝陳頊                       | 南陳     | 陳废帝陳伯宗                 | 569年－582年           |                                                                                                  |
| 隋煬帝楊廣（疑似謀殺親父）       | 隋朝     | 隋文帝楊坚、皇太子楊勇       | 604年－618年           | 相传为弒父奪位。                                                                                 |
| 秦王杨浩（宇文化及策划）         | 隋朝     | 隋炀帝杨广                   | 618年                  | 参看江都兵变。                                                                                   |
| 唐太宗李世民                     | 唐朝     | 唐高祖李渊、皇太子李建成     | 626年－649年           | 參看玄武門之變。                                                                                 |
| 唐殇帝李重茂（韦后策划）         | 唐朝     | 唐中宗李显                   | 710年                  | 唐中宗疑似被韦后毒杀，他死后韦后称制，矫诏立中宗幼子李重茂为帝。                                 |
| 唐睿宗李旦（李隆基策划）         | 唐朝     | 唐殇帝李重茂                 | 710年－712年           | 參看唐隆之变。                                                                                   |
| 唐玄宗李隆基                     | 唐朝     | 唐睿宗李旦                   | 713年－756年           | 參看先天政變。                                                                                   |
| 梁郢王朱友珪                     | 后梁     | 後梁太祖朱溫                 | 912年－913年           | 弒父奪位。                                                                                       |
| 吴高祖杨隆演（徐温、张颢策划）   | 杨吴     | 吴烈祖杨渥                   | 912年－913年           | 徐温、张颢发动政变，弑杨渥，另立杨行密之子杨隆演为主。                                           |
| 後唐明宗李嗣源                   | 后唐     | 後唐庄宗李存勖               | 926年－933年           | 參看鄴都之亂、興教門之變。                                                                       |
| 後唐末帝李从珂                   | 后唐     | 後唐闵帝李从厚               | 934年－937年           |                                                                                                  |
| 南汉中宗刘晟                     | 南汉     | 南汉殇帝刘玢                 | 943年－958年           |                                                                                                  |
| 吴越忠懿王钱弘俶（胡进思策划）   | 吴越     | 吴越忠逊王钱弘倧             | 948年－978年           |                                                                                                  |
| 马楚恭孝王马希萼                 | 马楚     | 马楚废王马希广               | 950年－951年           | 参看众驹争槽。                                                                                   |
| 宋太宗趙光義（疑似謀殺兄長）     | 北宋     | 宋太祖趙匡胤                 | 976年－997年           | 參看燭影斧聲案。                                                                                 |
| 皇太子宁令哥                     | 西夏     | 夏景宗李元昊                 | 1048年                 | 弒父奪位。                                                                                       |
| 金海陵王完顏亮                   | 金朝     | 金熙宗完顏亶                 | 1150年－1161年         |                                                                                                  |
| 金宣宗完颜珣（胡沙虎策划）       | 金朝     | 卫绍王完颜永济               | 1163年－1224年         | 胡沙虎（纥石烈执中）起兵叛乱，弑卫绍王，迎立完颜珣为帝。                                         |
| 夏襄宗李安全                     | 西夏     | 夏桓宗李纯佑                 | 1206年－1211年         |                                                                                                  |
| 夏神宗李遵頊                     | 西夏     | 夏襄宗李安全                 | 1211年－1223年         |                                                                                                  |
| 宋理宗趙昀                       | 南宋     | 趙竑                         | 1213年－1264年         | 宋寧宗以太子趙竑為繼承人，但是權臣史彌遠假傳聖旨擁立趙昀，並把太子降為濟王。                     |
| 明成祖朱棣                       | 明朝     | 明惠帝朱允炆                 | 1402年－1424年         | 參看靖難之役。                                                                                   |
| 明英宗朱祁鎮（復辟）             | 明朝     | 明代宗朱祁鈺                 | 1457年－1464年         | 參看奪門之變。                                                                                   |

### 假借禅让等手段，逼退在位的王／天子，进行改朝换代的篡位者
| 篡位者                         | 新朝代 | 前任                                   | 在位                   | 備註 |
| ------------------------------ | ------ | -------------------------------------- | ---------------------- | ---- |
| 商湯                           | 商朝   | 夏桀                                   | 約前1675年－約前1646年 |      |
| 周武王                         | 西周   | 商紂王                                 | 約前1046年－約前1043年 |      |
| 新帝王莽                       | 新     | 西漢孺子嬰劉嬰                         | 9年－23年              |      |
| 魏文帝曹丕                     | 曹魏   | 漢獻帝劉協                             | 220年－226年           |      |
| 晉武帝司馬炎                   | 西晉   | 魏元帝曹奐                             | 265年－290年           |      |
| 楚武悼帝桓玄                   | 桓楚   | 晉安帝司馬德宗                         | 404年                  |      |
| 南朝宋高祖劉裕                 | 劉宋   | 晉恭帝司馬德文                         | 420年－422年           |      |
| 南齊太祖蕭道成                 | 南齊   | 南朝宋順帝劉準                         | 479年－482年           |      |
| 南梁武帝蕭衍                   | 南梁   | 南齊和帝蕭寶融                         | 502年－549年           |      |
| 北齊文宣帝高洋                 | 北齊   | 東魏孝靜帝元善見                       | 550年－559年           |      |
| 侯景                           | 侯漢   | 南梁武帝蕭衍、梁簡文帝蕭綱、豫章王蕭棟 | 551年－552年           |      |
| 北周孝閔帝宇文觉（宇文护策划） | 北周   | 西魏恭帝拓跋廓                         | 557年                  |      |
| 陳武帝陳霸先                   | 陳     | 南梁敬帝蕭方智                         | 557年－559年           |      |
| 隋文帝楊堅                     | 隋     | 北周靜帝宇文衍                         | 581年－604年           |      |
| 唐高祖李渊                     | 唐     | 隋恭帝楊侑                             | 618年－626年           |      |
| 許帝宇文化及                   | 許     | 隋帝楊浩                               | 618年－619年           |      |
| 鄭王王世充                     | 郑     | 隋恭帝楊侗                             | 619年－621年           |      |
| 周聖神皇帝武曌                 | 武周   | 唐睿宗李旦                             | 690年－705年           |      |
| 後梁太祖朱溫                   | 後梁   | 唐哀帝李柷                             | 907年－912年           |      |
| 南唐烈祖李昪                   | 南唐   | 南吳睿帝楊溥                           | 937年－943年           |      |
| 後周太祖郭威                   | 後周   | 後漢隱帝劉承祐                         | 951年－954年           |      |
| 宋太祖趙匡胤                   | 北宋   | 後周恭帝柴宗訓                         | 960年－976年           |      |
| 清总理袁世凯                   | 民国   | 清逊帝溥仪                             | 1912年                 |      |

### 其他君主制国家的篡位者
| 篡位者                          | 國家（朝代）                 | 前任                        | 在位                         | 備註 |
| ------------------------------- | ---------------------------- | --------------------------- | ---------------------------- | --- |
| 伯里布森                        | 埃及（第二王朝）             |                             |                              | 疑似为篡位者 |
| 塞提二世                        | 埃及（第十九王朝）           | 阿蒙麦西斯                  | 約前1200年—前1194年          | 疑似为篡位者 |
| 雅赫摩斯二世                    | 埃及（塞易斯王朝）           | 阿普里斯                    | 前570年—前526年              | |
| 高墨達                          | 波斯帝國                     | 岡比西斯二世                | 前522年                      | 疑似为篡位者 |
| 大流士一世                      | 波斯帝國（阿契美尼德王朝）   | 高墨达                      | 前521年—前485年              | |
| 塞基狄亚努斯                    | 波斯帝國（阿契美尼德王朝）   | 薛西斯二世                  | 前424年—前423年              | 薛西斯二世繼位僅45天便在節日飲宴後的沉睡中被其兄塞基狄亚努斯暗殺                                                                                             |
| 冒頓單于                        | 匈奴                         | 頭曼單于                    | 前209年—約前174年            | |
| 歐克拉提德一世                  | 大夏（歐克拉提德王朝）       | 安提瑪科斯一世              | 前168年—約前145年            | |
| 阿维狄乌斯·卡西乌斯             | 羅馬帝國（安敦尼王朝）       |                             | 175年                        | |
| 希尔班纳库斯                    | 羅馬帝國                     |                             | 248年                        | |
| 马格嫩提乌斯                    | 羅馬帝國                     |                             | 350年—353年                  | |
| 普罗科匹厄斯                    | 羅馬帝國（瓦倫蒂尼安王朝）   |                             | 365年—366年                  | |
| 马格努斯·马格西穆斯             | 羅馬帝國（瓦倫蒂尼安王朝）   |                             | 383年—388年                  | |
| 尤吉尼厄斯                      | 羅馬帝國（瓦倫蒂尼安王朝）   | 瓦倫提尼安二世              | 392年—394年                  | |
| 福卡斯                          | 拜占庭帝國                   |                             |                              | |
| 天武天皇                        | 日本（飛鳥時代）             | 弘文天皇                    | 673年—686年                  | 參見壬申之亂 |
| 阿拉希斯                        | 倫巴底王國                   | 古尼珀特                    | 688年—689年                  | |
| 丕平                            | 法蘭克王國（加洛林王朝）     | 希爾德里克三世              | 751年—768年                  | |
| 王建                            | 高麗（王氏高麗）             | 泰封一目大王金弓裔          | 918年—943年                  | 參見朝鮮半島後三國時代 |
| 楊三哥                          | 安南（吳朝）                 | 吳先主吳權                  | 945年—950年                  | 參見安南十二使君時期 |
| 吳昌文                          | 安南（十二使君時期）         | 楊平王楊三哥                | 951年—965年                  | |
| 黎桓                            | 安南（大瞿越前黎朝）         | 丁朝丁廢帝丁璿              | 980年—1005年                 | |
| 威廉一世                        | 英格蘭王國（諾曼王朝）       | 哈羅德·葛溫森               | 1066年—1087年                | |
| 斯維亞托斯拉夫二世·雅羅斯拉維奇 | 基輔公國（留里克王朝）       | 伊賈斯拉夫一世·雅羅斯拉維奇 | 1073年—1076年                | |
| 楊義貞                          | 大理國                       | 段廉義                      | 1080年                       | 自立為皇帝仅四個月 |
| 段正明                          | 大理國                       | 段壽輝                      | 1081年                       | |
| 高升泰                          | 大中國                       | 段正明                      | 1094年—1096年                | |
| 史蒂芬                          | 英格蘭王國（諾曼王朝）       | 亨利一世                    | 1135年—1154年                | 亨利一世點名他的女兒馬蒂爾達作為他的繼承人，且馬蒂爾達也被英格蘭的貴族認可。可是當亨利死亡，斯蒂芬卻在馬蒂爾達知道她的父親死了之前登上了王位，這導致20年內戰 |
| 埃里克九世                      | 瑞典（埃里克王朝）           | 老斯渥克爾                  | 1150年—1160年                | 不確定是否介入老斯渥克爾被謀殺 |
| 伊万科                          | 保加利亞第二帝國（阿森王朝） |                             | 1196年                       | |
| 屈出律                          | 西遼                         | 耶律直魯古                  | 1211年—1218年                | |
| 足利尊氏                        | 日本（室町時代）             | 後醍醐天皇                  | 1335年—1358年                | 參見建武之亂 |
| 李成桂                          | 朝鮮（李氏朝鮮）             | 高麗恭讓王王瑤              | 1392年—1398年                | 參見威化島回軍 |
| 亨利四世                        | 英格蘭王國                   | 理查二世                    | 1399年—1413年                | |
| 胡季犛                          | 安南（大虞胡朝）             | 陳朝陳少帝陳𭴣              | 1400年—1401年                | 後讓位給兒子胡漢蒼 |
| 李芳遠                          | 朝鮮（李氏朝鮮）             | 朝鮮定宗李芳果              | 1400年—1418年                | 參見第一次王子之亂、第二次王子之亂 |
| 李瑈                            | 朝鮮（李氏朝鮮）             | 朝鮮端宗李弘暐              | 1455年—1468年                | 參見癸酉靖難 |
| 愛德華四世                      | 英格蘭王國（約克王朝）       | 亨利六世                    | 1471年—1483年                | |
| 理查三世                        | 英格蘭王國（約克王朝）       | 爱德华五世                  | 1483年—1485年                | 如果愛德華五世正如理查三世的支持者所聲稱一樣是非法繼承的，則理查三世才是合法的王位繼承人                                                                     |
| 亨利七世                        | 英格蘭王國（都鐸王朝）       | 理查三世                    | 1485年—1509年                | |
| 李懌                            | 朝鮮（李氏朝鮮）             | 朝鮮燕山君李㦕              | 1506年—1544年                | 參見中宗反正 |
| 莫登庸                          | 安南（大越莫朝）             | 後黎朝黎恭皇黎椿            | 1527年—1529年                | |
| 沃拉旺萨蒂拉特                  | 暹羅（大城王國）             | 坤哇拉旺沙                  | 1548年                       | 在位僅42天，部份傳統派歷史學者不承認的篡位君主 |
| 瑪麗一世                        | 英格蘭王國（都鐸王朝）       | 琴·格蕾                     | 1553年—1558年                | 愛德華六世在死前點名琴·格蕾作為他的法定繼承人。但愛德華六世的同父異母姐姐瑪麗一世在他們的父親亨利八世更加早期的遺囑已經被點名為繼承人                        |
| 卡爾九世                        | 瑞典（瓦薩王朝）             | 齊格蒙特三世                | 1601年—1611年                | 1599年至1611年作為攝政 |
| 李倧                            | 朝鮮（李氏朝鮮）             | 朝鮮光海君李琿              | 1623年—1649年                | 參見仁祖反正 |
| 威廉三世與瑪麗二世（共治）      | 英格蘭王國（斯圖亞特王朝）   | 詹姆斯二世                  | 1689年—1702年/ 1689年—1694年 | |
| 通鑾（拉瑪一世）                | 暹羅（卻克里王朝）           | 吞武里王朝達信大帝鄭昭      | 1782年—1809年                | |
| 拿破崙一世                      | 法蘭西第一帝國（波拿巴皇朝） | 督政府                      | 1799年—1814年                | 參見霧月政變 |
| 卡爾十三世                      | 瑞典（霍爾斯坦-戈托普王朝）  | 古斯塔夫四世·阿道夫         | 1809年—1818年                | 在他的侄子被罷免後最初作為攝政 |
| 拿破崙一世                      | 法蘭西第一帝國（波拿巴皇朝） | 路易十八                    | 1815年                       | 參見百日王朝 |
| 米格爾一世                      | 葡萄牙（布拉干薩王朝）       | 瑪麗亞二世                  | 1828年—1834年                | 米格爾一世是瑪麗亞二世的叔父及未婚夫。米格爾退位後，瑪麗亞再次成爲了女王                                                                                     |
| 路易-菲利普一世                 | 法蘭西王國（卡佩王朝）       | 查理十世                    | 1830年—1848年                | 在法國七月革命後登上了王位，導致查理十世放棄傳位於他的幼兒、孫子，流亡英國                                                                                   |
| 拿破崙三世                      | 法蘭西第二帝國（波拿巴王朝） | 路易-菲利普一世             | 1848年—1870年                | 在法國二月革命後成為法國總統，1851年政变后翌年即帝位，導致路易-菲利普一世流亡英國                                                                            |
| 哈比布拉·卡拉卡尼               | 阿富汗王國（巴拉克宰王朝）   | 阿曼諾拉·汗                 | 1929年                       | |